# Station Hrubá Voda zastávka
Železniční zastávka Hrubá Voda zastávka (Nederlands: Spoorweghalte Hrubá Voda zastávka) is een station in de Tsjechische gemeente Hlubočky, in het dorp Hrubá Voda. Het station ligt aan spoorlijn 310 (die van Olomouc, via Moravský Beroun, Bruntál en Krnov, naar Opava loopt). Het station is onder beheer van de SŽDC en wordt bediend door stoptreinen van de České Dráhy. Naast het station Hrubá Voda zastávka liggen ook de stations Hlubočky-Mariánské Údolí, Hlubočky zastávka, Hlubočky, Hrubá Voda en Hrubá Voda-Smilov in de gemeente Hlubočky.
Olomouc hlavní nádraží ↔ Bystrovany ↔ Velká Bystřice ↔ Velká Bystřice zastávka ↔ Hlubočky-Mariánské údolí ↔ Hlubočky zastávka ↔ Hlubočky ↔ Hrubá Voda zastávka ↔ Hrubá Voda ↔ Hrubá Voda-Smilov ↔ Jívová ↔ Domašov nad Bystřicí ↔ Moravský Beroun ↔ Dětřichov nad Bystřicí ↔ Lomnice u Rýmařova ↔ Valšov ↔ Bruntál ↔ Milotice nad Opavou ↔ Zátor ↔ Brantice ↔ Krnov ↔ Krnov-Cvilín ↔ Úvalno ↔ Skrochovice ↔ Holasovice ↔ Vávrovice ↔ Opava západ ↔ Opava východ